# Tom Schaeffer
Tom Schaeffer (ur. 15 listopada 1940, zm. 3 grudnia 2020) – szwedzki curler, mistrz świata z 1973.
Schaeffer w swojej karierze czterokrotnie sięgał po tytuł mistrza Szwecji, dokonał tego w latach 1970, 1972, 1973 i 1978. Pierwszy raz wystąpił na arenie międzynarodowej jako kapitan zagrywający pierwsze kamienie na Mistrzostwach Świata 1970. Szwedzi zdołali awansować do półfinału, jednak tam przegrali na rzecz Szkotów (Bill Muirhead) ostatecznie zdobywając brązowe medale.
Po dwóch latach Schaeffer obejmował pozycję trzeciego w zespole Kjella Oscariusa. Sztokholmczycy podczas turnieju w Garmisch-Partenkirchen zajęli ostatnie, 8. miejsce przegrywając wszystkie mecze. W Mistrzostwach Świata 1973 ten sam zespół, w lekko zmienionym ustawieniu pokazał się z całkiem innej strony. Reprezentanci Szwecji z dwoma porażkami zajęli 2. miejsce Round Robin. W półfinale pokonali Francuzów (Pierre Boan) 6:5, takim samym wynikiem zdobyli tytuły mistrzowskie wygrywając nad Kanadą (Harvey Mazinke). Były to pierwsze złote medale dla Szwedów w historii mistrzostw.
W 1975 Schaeffer wystąpił w pierwszych mistrzostwach Europy. Po wygraniu fazy grupowej Szwedzi bezpośrednio znaleźli się w finale. Zdobyli srebrne medale przegrywając 7:6 z Norwegią (Knut Bjaanaes). Po trzech latach Schaeffer był skipem i zagrywał ostatnie kamienie. Pełniąc tę funkcję nie zdołał doprowadzić zespołu do medalowych pozycji, na Mistrzostwach Świata 1978 Szwedzi przegrali półfinał przeciwko Amerykanom (Bob Nichols), w Mistrzostwach Europy 1982 zajęli zaś 5. pozycję.
W latach 1982–1987 Tom Schaeffer zasiadał w zarządzie Szwedzkiej Federacji Curlingu.

## Drużyna
|           | Czwarty        | Trzeci          | Drugi           | Otwierający         |
| --------- | -------------- | --------------- | --------------- | ------------------- |
| 2002/2003 | Kjell Oscarius | Tom Schaeffer   | Christer Wessel | Kenneth Munck       |
| 1997/1998 | Kjell Oscarius | Tom Schaeffer   | Bengt Oscarius  | Claes-Göran Carlman |
| 1982/1983 | Tom Schaeffer  | Bengt Oscarius  | Lars Hegert     | Claes-Göran Carlman |
| 1977/1978 | Tom Schaeffer  | Svante Ödman    | Fred Ridderstad | Claes-Göran Carlman |
| 1975/1976 | Kjell Oscarius | Bengt Oscarius  | Tom Schaeffer   | Claes-Göran Carlman |
| 1972/1973 | Kjell Oscarius | Bengt Oscarius  | Tom Schaeffer   | Claes-Göran Carlman |
| 1971/1972 | Kjell Oscarius | Tom Schaeffer   | Bengt Oscarius  | Claes-Göran Carlman |
| 1969/1970 | Claes Källén   | Christer Källén | Sture Lindén    | Tom Schaeffer       |